# Ichtimanska sredna gora
Ichtimanska sredna gora (bulgariska: Ихтиманска средна гора) är en bergskedja i Bulgarien.   Den ligger i regionen Sofijska oblast, i den västra delen av landet, 40 km öster om huvudstaden Sofia.
I omgivningarna runt Ichtimanska sredna gora växer i huvudsak lövfällande lövskog. Runt Ichtimanska sredna gora är det ganska glesbefolkat, med 43 invånare per kvadratkilometer.